# Ореховський Врх
Ореховський Врх (словен. Orehovski Vrh) — поселення в общині Горня Радгона, Помурський регіон, Словенія. Висота над рівнем моря: 269,2 м.